# قورباغه‌واران
قورباغه‌واران (نام علمی: Ranoidea) نام یک بالاخانواده از زیرراسته نوغوکان است. غوکیان دارای گردال سینه ای و فاقد دنده هستند.